# Сент-Катрін (Гренада)
Гора Сент-Катрі́н (англ. mount Saint Catherine, фр. mont Sainte-Catherine) — субдукційний стратовулкан і найвища вершина острова Гренада, Малі Антильські острови.
Розташований на стику парафій Святого Марка, Святого Патріка, Святого Андрія. Це наймолодший з п'яти вулканів, що складають острів.
Вулкан є активний, має відкритий на схід кратер із кількома лавовими куполами. Виникнення датоване плейстоценом. Дата останнього виверження невідома.